# Kurt Nelhiebel
Kurt Nelhiebel, Pseudonym Conrad Taler (* 29. Juni 1927 in Deutsch Gabel, Tschechoslowakei; † 11. November 2024), war ein deutscher Journalist und Rundfunkredakteur.

## Biografie
Nelhiebels Vater war der sudetendeutsche Antifaschist Eugen Nelhiebel.
Nelhiebels Familie wurde nach dem Ende des Zweiten Weltkrieges im September 1946 aus der Tschechoslowakei abgeschoben. Anfang der 1960er-Jahre war er Korrespondent der Gemeinde, der monatlichen Zeitschrift der Israelitischen Kultusgemeinde Wien. Für diese berichtete er ab 1963 in 21 Reportagen vom ersten Auschwitzprozess in Frankfurt am Main. In den Jahrzehnten ab 1965 arbeitete er als Nachrichtenredakteur und Kommentator, später als Nachrichtenchef, bei Radio Bremen. Als solcher initiierte er unter anderem im Jahre 1977 die plattdeutschen Nachrichten. Um die aktuellen Meldungen zugleich auch kommentieren zu können, was den eigentlich neutralen Redakteuren normalerweise nicht empfohlen wird, legte er sich das Pseudonym Conrad Taler zu. Unter diesem veröffentlichte er auch die meisten seiner Bücher.
Zuletzt lebte Nelhiebel in Bremen. Er schrieb für in- und ausländische Zeitungen und arbeitete weiterhin sporadisch im Hörfunk. 2009 gehörte er zu den Unterzeichnern einer Petition der Else-Lasker-Schüler-Gesellschaft und des P.E.N.-Zentrums deutschsprachiger Autoren im Ausland an den Petitionsausschuss des Deutschen Bundestages für ein „politisch korrektes Zentrum gegen Vertreibung“. Er unterstützte ausdrücklich die Forderung nach einem neuen Konzept für die Stiftung Flucht, Vertreibung, Versöhnung, das auch an die Anfänge der Vertreibung im Jahr 1933 erinnern und alle Versuche einer Umdeutung der Geschichte hinsichtlich Ursache und Wirkung stoppen soll. Seine Kritik an der Stiftung machte er in Person deren Direktors Manfred Kittel und dessen Geschichtsauffassung fest mit dem Aufsatz Die Entkopplung von Krieg und Vertreibung – Zu Manfred Kittels Deutung der jüngeren europäischen Geschichte.

## Ehrungen
- 2014: Kultur- und Friedenspreis der Villa Ichon
- 2018: Bundesverdienstkreuz am Bande[6]

## Veröffentlichungen
- Die Henleins gestern und heute: Hintergründe und Ziele des Witikobundes, Röderberg, Frankfurt am Main 1962, DNB 453549667.
- Asche auf vereisten Wegen. Eine Chronik des Grauens. Berichte vom Auschwitz-Prozess. Mit einem Beitrag von Werner Renz. Papyrossa, Köln 2003, ISBN 9783894382636.
- Die Entkopplung von Krieg und Vertreibung. Zu Manfred Kittels Deutung der jüngeren europäischen Geschichte, in: Zeitschrift für Geschichtswissenschaft, H. 1, 58. Jg. 2010, S. 54–69 ISSN 0044-2828 Online bei der Else-Lasker-Schüler-Gesellschaft PDF; 3,6 MB
- Im Wirwarr der Meinungen. Zwei deutsche Antifaschisten und ihre Stimmen. In: Die Deutschen und das östliche Europa – Studien und Quellen. Band 11, Herausgegeben von Eva Hahn und Hans Henning Hahn, Peter Lang GmbH Internationaler Verlag der Wissenschaften, Frankfurt am Main 2013, ISSN 1862-491X, ISBN 978-3-631-64255-9 (Print), E-ISBN 978-3-653-03009-9 (E-Book), doi:10.3726/978-3-653-03009-9, Werbeblatt des Verlags
- Wie es 1945 endete und wie es dann weiter ging – eigener Blog seit November 2011 (online)
- als Conrad Taler:
  - Rechts wo die Mitte ist. Der neue Nationalismus in der Bundesrepublik. S. Fischer Verlag, Frankfurt 1972
  - Die Verharmloser. Über den Umgang mit dem Rechtsradikalismus. Donat, Bremen 1995 ISBN 9783924444921
  - Das Vorspiel. Die Sudetenkrise und der Zweite Weltkrieg. Donat, Bremen 1998 ISBN 9783931737696
  - Zweierlei Maß. Oder: Juristen sind zu allem fähig. Papyrossa, Köln 2002, ISBN 9783894382445
  - Der braune Faden. Die verdrängte Geschichte der Bundesrepublik. Papyrossa, Köln 2005, ISBN 9783894383190
  - Verstaubte Kulisse Heimat. Über die Kausalität von Krieg und Vertreibung. Papyrossa, Köln 2007, ISBN 9783894383763
  - Skandal ohne Ende. Deutscher Umgang mit dem Rechtsextremismus. Papyrossa, Köln 2012, ISBN 978-3-89438-503-3
  - Gegen den Wind: Geschichten und Texte zum Zeitgeschehen 1927-2017. Papyrossa, Köln 2017. ISBN 978-3-89438-646-7